# NGC 5331
NGC 5331 là cặp hai thiên hà tương tác trong chòm sao Xử Nữ. Chúng được William Herschel phát hiện vào ngày 13 tháng 5 năm 1793.